# قطعنامه ۸۷۰ شورای امنیت
قطعنامه ۸۷۰ شورای امنیت سازمان ملل متحد که در تاریخ ۰۱ اکتبر ۱۹۹۳ و در رابطه با قطعنامه ۷۴۳ تصویب شد؛ و در آن شورای امنیت به نیروهای حافظ صلح ((UNPROFOR)) مجوز داد تا در راستای فصل ۷ منشور سازمان ملل متحد برای حفظ عملیات حمایت از صلح تا تاریخ ۵ اکتبر۱۹۹۳ به فعالیت‌های خود ادامه دهد. حوزه فعالیت این نیروها کشورهای کرواسی و بوسنی و هرزگوین بود. این قطعنامه طی نشست ۳۲۸۵ام با ۱۵ رای موافق، ۰ مخالف و ۰ ممتنع تصویب شد.